# Mordechai Papirblat

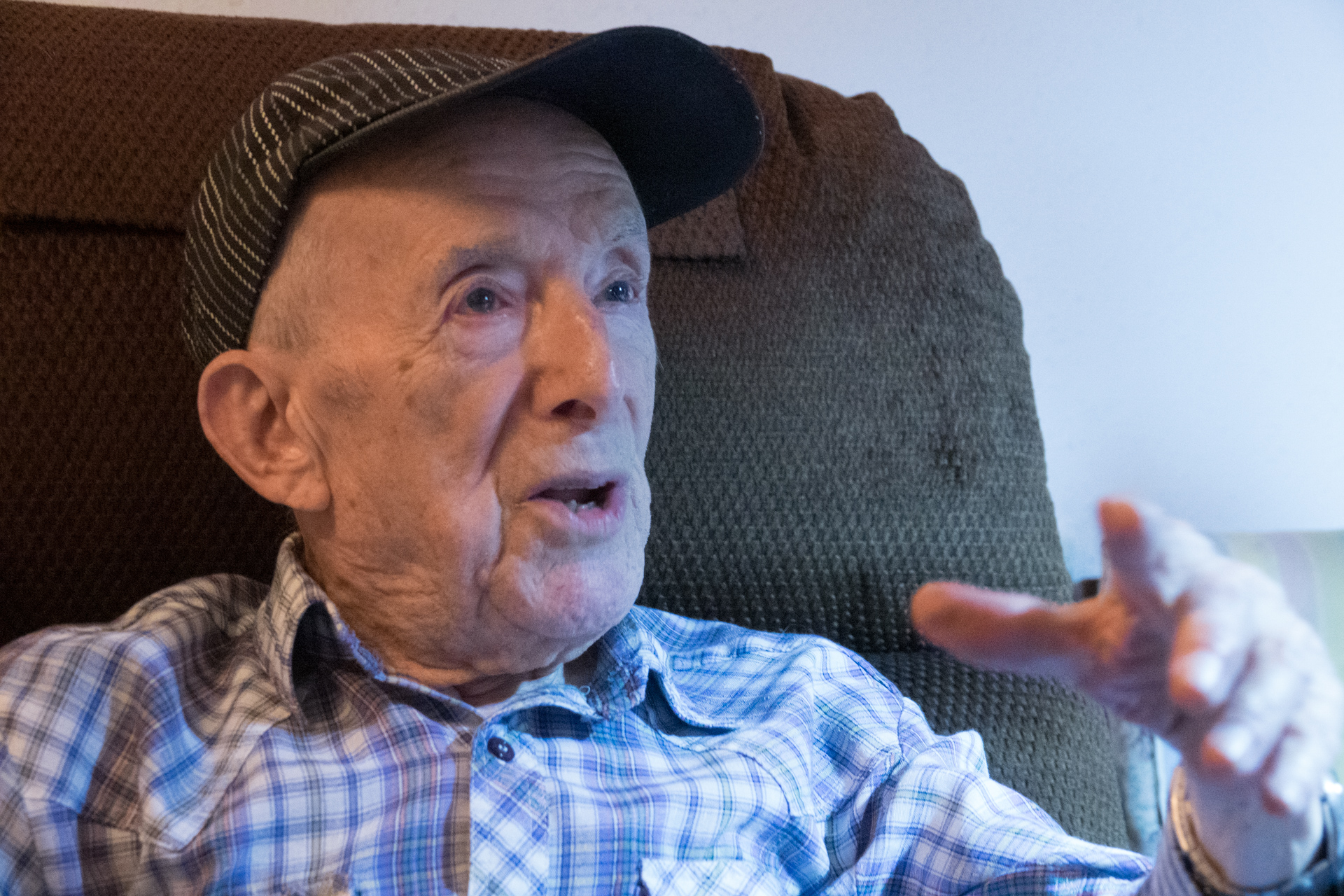
Mordechai Papirblat während eines Interviews im Jahr 2019.

Mordechai Papirblat  (hebräisch מָרְדֳּכַי פַּפִּירְבְּלַט Mårdåchaj Papīrblaṭ; 25. April 1923 in Radom, Polen – 27. Dezember 2022 in Bnei Braq, Israel) war ein Überlebender des Holocaust. Er war 900 Tage in Auschwitz interniert und zur Zwangsarbeit eingeteilt. Er überlebte als Einziger einer großen Familie den Holocaust. In späteren Jahren wurde er ein beachteter Zeitzeuge.

## Leben
Mordechai Papirblat war von Geburt polnischer Staatsbürger, später nahm er die israelische Staatsbürgerschaft an. Seine Eltern waren Szlomo Papirblat (1893–1941) und Zelda Huberman (1896–1941). Er hatte sieben Geschwister. Er verbrachte Teile seiner Kindheit in Warschau. Später wurde die Familie ins Warschauer Ghetto zwangsumgesiedelt. Von dort gelang ihm die Flucht. Er wurde neuerlich gefasst und war ab Juli 1942 im Konzentrationslager Auschwitz inhaftiert. Im Februar 1945 wurde er auf einen Todesmarsch geschickt, konnte er allerdings während einer Rast flüchten.
Er brauchte zwei Wochen, um in seine Heimatstadt Radom zu gelangen. Sein Haus war zerstört und der Nachbar hatte das Grundstück okkupiert. Er suchte vergeblich nach seinen Verwandten; niemand von ihnen hatte überlebt. Sein Vater kam im Warschauer Ghetto um, seine Mutter in Jabłonów. Zumindest vier seiner Geschwister Chaim (16), Chaka (13), Abraham (11) und Cypa (6) wurden mutmaßlich im Vernichtungslager Treblinka ermordet. Er prägte den Satz: „Mein Name ist ein Denkmal.“

Im Februar 1947 kam er nach Palästina, arbeitete kurze Zeit am Bau und wurde dann Schriftsetzer bei der Tageszeitung HaBoqer. In der zweiten Jahreshälfte 1947 begann er, seine Aufzeichnungen zu ordnen und seine Erlebnisse niederzuschreiben. Es war ein therapeutischer Prozess der Bewältigung des Todes seiner Angehörigen und den sechs Jahren ständiger Lebensgefahr. Er beschrieb zwölf Hefte, mehr als 500 Seiten. Als das Projekt abgeschlossen war, verschloss er die Aufzeichnungen in einem Umschlag und verwahrte sie in einem Schrank. Dort lagen sie mehrere Jahrzehnte lang. Er sprach mit niemandem darüber. 

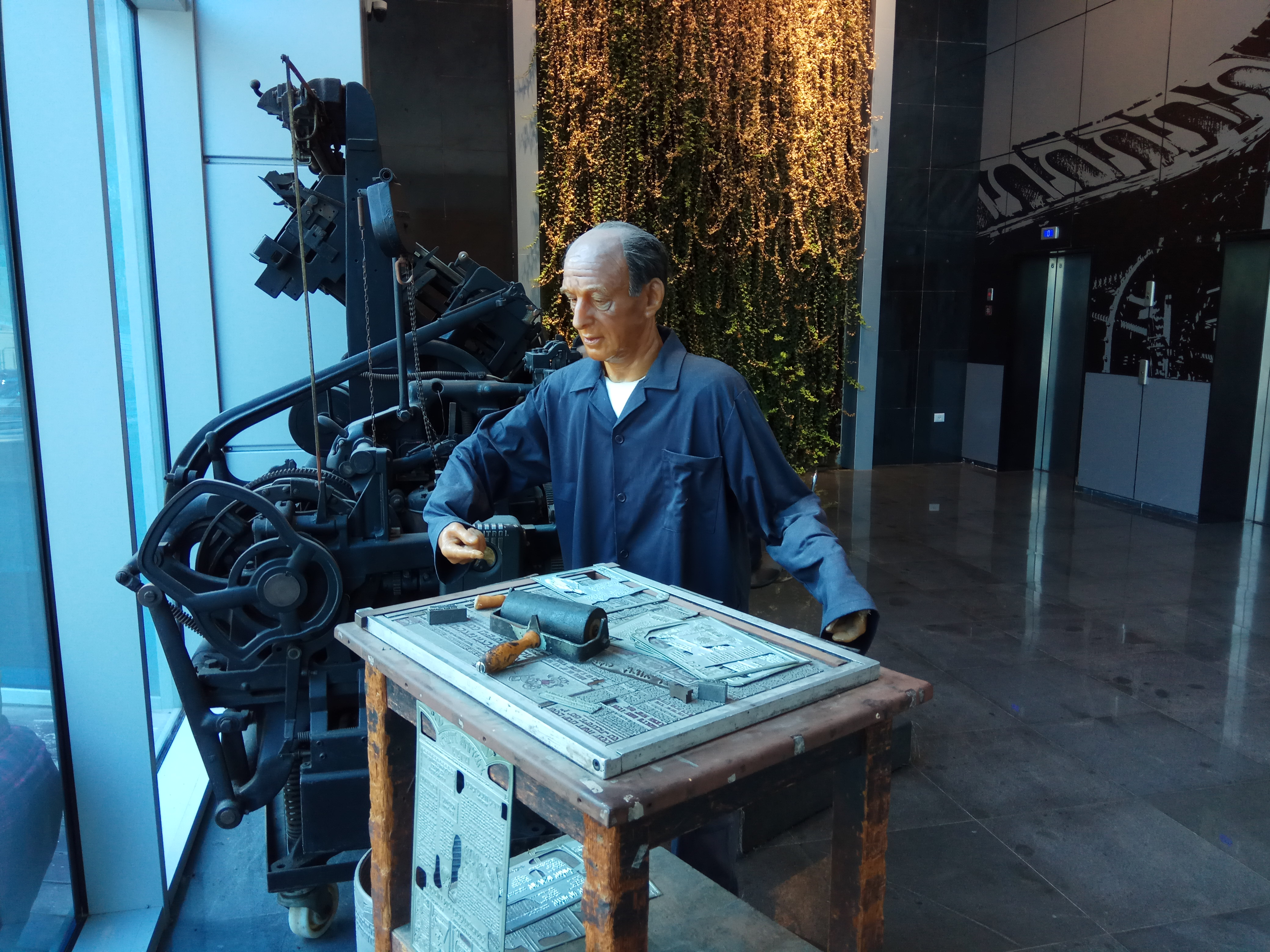
Skulptur, die Mordechai Papirblat als Setzer zeigt

 Er fand eine besser bezahlte Anstellung bei der Zeitung Jediʿot Acharonot. Im Mai 1948 rückte er zur Verteidigung des neuen Staates im internationalen Krieg um Israels Unabhängigkeit ein und war in der Wüste Negev eingesetzt. Sein Jeep fuhr auf eine Mine, er wurde schwer verletzt. Im Lazarett kümmerte sich das Personal nur um die noch schwerer Verletzten. Mit seinem intakten Arm stoppte er einen vorbeieilenden Arzt und sagte ihm, dass er der einzige Überlebende einer großen Familie war: „Wenn ich meinen Arm verliere, heiratet mich niemand und ich werde keine Kinder haben. Dann stirbt mein Name aus. Hilf mir!“ Der Arzt operierte ihn, der Arm wurde gerettet. Er kehrte zu Jediʿot Acharonot zurück und blieb dort sein gesamtes Berufsleben bis zur Pensionierung im Jahre 1990. Zuletzt war er für das Layout der Titelseite verantwortlich.
1954 heiratete er die aus Lublin stammende Sima Goldfarb (1930–2012). Seine Frau hatte als Kind auf der Flucht vor NS-Truppen ihre Mutter und alle vier Geschwister verloren und sechs Jahre lang in einem Waisenhaus in Taschkent gelebt. 1945 fand ihr Vater Szepsel Goldfarb die verloren geglaubte Tochter und kehrte mit ihr nach Polen zurück. 1952 emigrierten Vater und Tochter nach Israel. 1955 wurde Sohn Shlomo geboren, der entsprechend der jüdischen Tradition den Namen seines Großvaters, des Vaters von Mordechai, erhielt. 1961 wurde Zvi, der zweite Sohn, geboren.
In den 1990er Jahren begann er sein Wissen als Zeitzeuge zur Verfügung zu stellen. 2015 besuchte er Deutschland und sprach in Schulen. 2020 erschien sein Buch in deutscher Sprache. Er berichtet darin im Tagebuchstil über seine Erlebnisse von 1939 bis 1945; er schildert die Menschenverachtung und Brutalität, die er als polnischer Jude in den Ghettos und Konzentrationslagern erlitt, die allgegenwärtige Angst, Hunger, Kälte, Zwangsarbeit und die Willkür der SS-Männer und Kapos. Doch er berichtet auch von Mitmenschlichkeit unter den Häftlingen oder bei spärlichen Kontakten mit Menschen außerhalb der Lager.

Mordechai Papirblat starb am 27. Dezember 2022 im Alter von 99 Jahren. Er wurde auf dem Friedhof Qiryat Schaʾul in Tel Aviv beigesetzt.

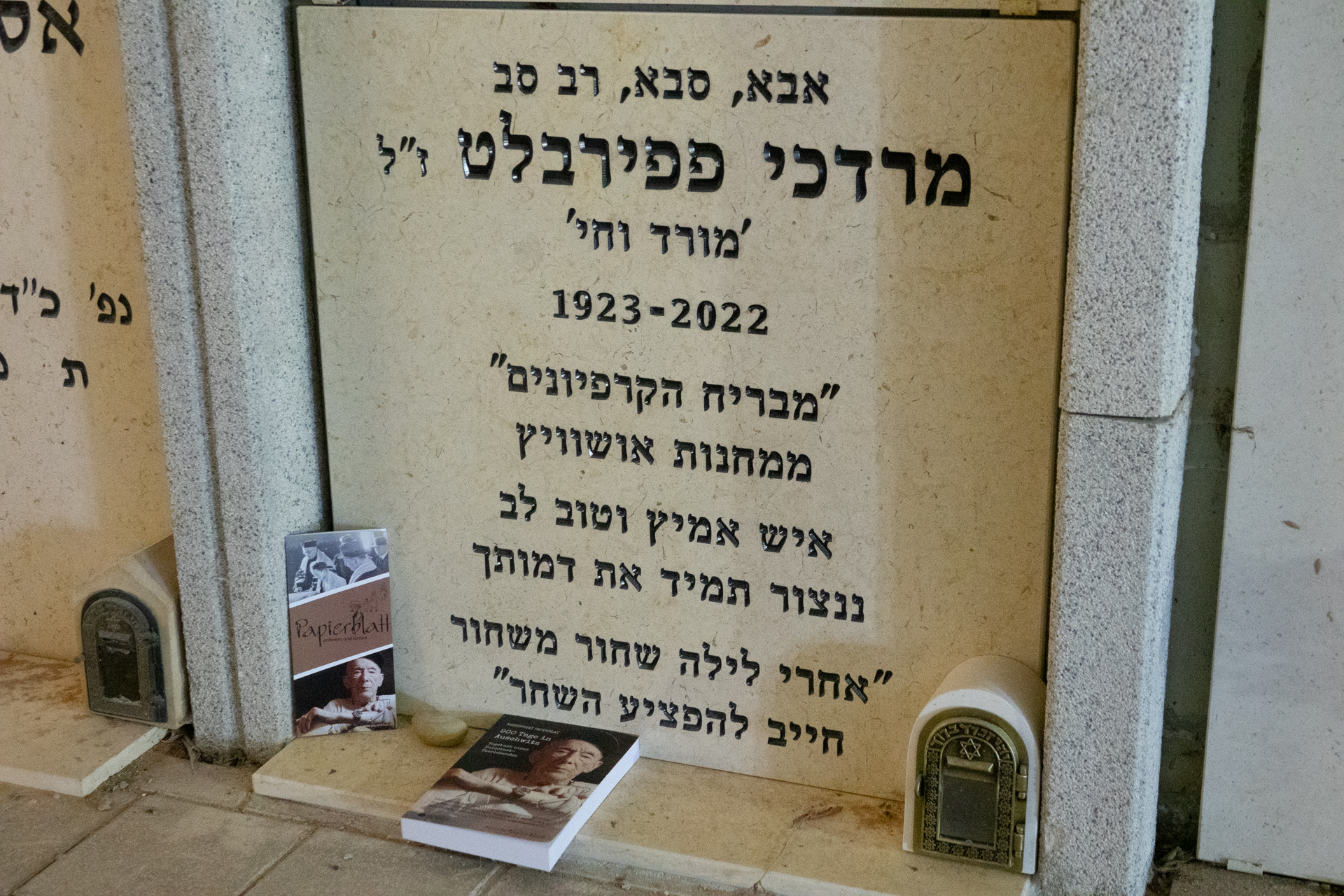
Grabstätte von Mordechai Papirblat in Tel Aviv.

## Nachwirkung
Nach Mordechai Papirblat wurde die Archiv- und Unterrichtsplattform „Papierblatt – Holocaust-Überlebende berichten“ benannt. „Mein Name ist ein Denkmal“ wird Papirblat auf der Projektseite zitiert. „Ein Denkmal, ein Angebot des Erinnerns und Lernens für die heutige und für zukünftige Generationen möchte auch das Webprojekt www.papierblatt.de sein, das seinen Namen trägt.“ Das Videoarchiv enthält zwei Vorträge von ihm. In der „Edition Papierblatt“ ist die deutsche Übersetzung seines Tagebuchs „900 Tage in Auschwitz“ erschienen sowie in der Folge einige weitere Bücher.

## Buch
- Die hebräische Erstausgabe erschien unter dem Titel Der Karpfenschmuggler, 900 Tage in Auschwitz
- Die deutsche Ausgabe trägt den Titel 900 Tage in Auschwitz. Tagebuch eines Holocaust-Überlebenden. Übersetzung Antje Eiger. Edition Papierblatt Band 1, MORIJA Verlag, Wildberg 2020, ISBN 978-3-945178-17-1